# Winchester (Ohio)
Winchester – wieś w Stanach Zjednoczonych, w stanie Ohio, w hrabstwie Adams.